# Bergström (bruksägarsläkt)
Bergström är en värmländsk bruksägarsläkt som producerat flera framstående personer inom svensk bruksnäring, ingenjörsvetenskap och konst. Släktens stamfader var Lars Larsson Bergström (f. 1767) vars sonson Olof Bergström 1854 inmutade en ny gruva i Persberg och 1867 grundade Finshyttans industri. Släkten ägde förutom Finshyttans bruk även Agnesvik, Stadra, Munkeberg och Bosjö Bruk. Släkten var en av Värmlands ledande bruksdynastier under det sena 1800- och tidiga 1900-talet.

## Släktmedlemmar, kronologiskt ordnade (urval)
- Olof Bergström (1821–1883), bruksägare och industriidkare.
- Carl Johan Bergström (1844–1917), bruksdisponent och riksdagsman.
- Albert Bergström (1847–1928), bruksägare och riksdagsman.
- Lars Wilhelm Bergström (1849–1922), bruksdisponent och riksdagsman.
- Johannes Bergström (1851–1940), ingenjör, uppfinnare och vattenkraftsbyggare.
- Anna Bergström-Simonsson (1853–1937), brukspatronsdotter och svensk sångpedagog.
- Emma Bergström-Andelius (1862–1956), hemslöjdspionjär.
- Edvard Bergström (1862–1937), ingenjör, bokhållare, bruksägare, författare och upptäcktsresande i Argentina.
- Kristina Bergström (1870–1904), svensk formgivare.
- Anna Maria (Maja) Bergström-Alvin (1873–), svensk textilkonstnär.[3]
- Sten Bergström (1875–1962), ingenjör.
- Signe Bergström (1879-1951), gift med ingenjören Hjalmar von Porat.
- Sigge Bergström (1880–1975), svensk konstnär.
- Hilding Bergström (1880–1966), ingenjör, uppfinnare och träkemist.
- Ovar Bergström (1887–1986), ingenjör och ägare till Stadra.
- Bele Bergström (1893–1984), länsjägmästare och svensk silhuettklippare.
- Nanna Fornander, f. Bergström (1889-1958), barnboksförfattare. Gift med bergsingenjören Edvin Fornander.
- Carl-Edvard Bergström (1895–), ingenjör och frivillig löjtnant i finska flygvapnet under Vinterkriget.
- Berith Bergström (1896–1979), svensk miniatyrkonstnär.[4]
- Sixten Bergström (1920-1992), disponent för Marma-Långrör, gift med Brita Nilzén, syster till Åke Nilzén.
- Ingmar Bergström (1921-2020), fysiker.
- Beata Bergström, f. Björkman (1921–2016), svensk fotograf.

## Släktträd (ofullständigt)
- Lars Larsson Bergström (1767-1804), bonde på Väster Berg i Kroppa.
  - Lars Larsson Bergström (1788-1846), lantbrukare. 
    - Olof Bergström (1821–1883), bruksägare och industriidkare. Gift med Brita Catharina Nilsson. 
      - Olof August Bergström (1844-1885), gruvfogde och disponent. Gift med Kristina Olsson. 
        - Signe von Porat (1879-1951), gift med ingenjören Hjalmar von Porat.
          - Ingvar Dietrich Hjalmar von Porat (1915-1977), polisintendent, frivillig i Finland 1941.

        - Kristina Bergström (1870–1904), svensk formgivare.

      - Carl Johan Bergström (1844–1917), bruksdisponent och riksdagsman. Gift med Anna Bronell. 
        - Anna Maria (Maja) Bergström-Alvin (1873–), svensk textilkonstnär.
        - Sigge Bergström (1880–1975), svensk konstnär. Gift med Elsa Maria Eklind. 
          - Ulf Siggeson Bergström (1907-)
          - Åsa Maria Bergström (1917-)

        - Eva Helena Skröder (1884-1976), gift med assessorn Sven Christian Skröder. 
          - Lars Carl Gustav Skröder (1916-1994)
          - Per Carl Christian Skröder (1917-2005), löjtnant.
          - Nils Skröder (1920-1986)

        - Carl-Edvard Bergström (1895–), ingenjör och frivillig löjtnant i finska flygvapnet under Vinterkriget.
          - Björn Raimond Bergström (1923-)
          - Carl Gustaf Bergström (1929-)

      - Albert Bergström (1847–1928), bruksägare och riksdagsman. Gift med Maria Dahl.
        - Hilding Bergström (1880–1966), ingenjör, uppfinnare och träkemist. Gift med Ingrid Bergman. 
          - Olof (Olle) Sixten Gunnar Holger Bergström (1919-1982), läkare i Stockholm, gift med Beata Björkman.
          - Sixten Bergström (1920-1992), disponent för Marma-Långrör, gift med Brita Nilzén.
          - Sara Maria Engfeldt (1921-2013), gift med professor Bengt Olof Engfeldt.

        - Signhild Medin (1883-1996), gift med disponent Hildor Medin. 
          - Torsten Medin (1912-1993), civilingenjör och direktör för Oxelösund.
          - Ulla Medin (1914-1992)
          - Joachim Medin (1920-2002), bergsingenjör.

        - Ovar Bergström (1887–1986), ingenjör och ägare till Stadra. Gift med Astrid Byström. 
          - Brita Wetterholm (1918-2018), fil.mag. Gift med ingenjör Allan Wetterholm.
          - Inga Sylvander (1920-2001), psykolog och ordförande i Sveriges psykologförbund.
          - Carl-Ovar Bergström (1922-2017), byggnadschef.

        - Bele Bergström (1893–1984), länsjägmästare och svensk silhuettklippare. Gift med Vivi Sundqvist. 
          - Bo Bele Bergström (1924-), jägmästare.

        - Nanna Fornander (1889-1958), barnboksförfattare. Gift med bergsingenjören Edvin Fornander.
          - Sven Gunde Edvin Fornander (1915-2005), bergsingenjör, gift med Marianne von Friedrichs.

        - Vale Bergström (1898-), ingenjör, utvandrade till Buenos Aires. Gift med Gertrud Holmberg. 
          - Ingmar Bergström (1921-2020), fysiker. Gift med Anna Britta Ingegerd Thulin.
          - Gunvor Uggla (1923-2022), gift med direktör Claes Uggla.

        - Berith Bergström (1896–1979), svensk miniatyrkonstnär.

      - Lars Wilhelm Bergström (1849–1922), bruksdisponent och riksdagsman. Gift med Agnes Hasselblad.
        - Rolf Bergström (1881-1938), disponent för Finshyttan. Gift med Kristina Kindberg.
          - Irmelin Bergström (1910-), gymnastikdirektör och sisat ägarinnan till Finshyttans herrgård.

      - Johannes Bergström (1851–1940), ingenjör, uppfinnare och vattenkraftsbyggare. Gift med Emma Bronell.
        - Sten Bergström (1875–1962), ingenjör.

      - Anna Bergström-Simonsson (1853–1937), brukspatronsdotter och svensk sångpedagog.
      - Alfred Bergström (1859-1928), ingenjör. Gift med Anna Wilhelmina Jansson.
        - Reinhold Bergström (1892-), intendent och kapten vid Värmlands regemente. Gift med Ingrid Hollinder.
        - Ester Wetzenstein (1896-1993), gift med konstnären Ernst Wetzenstein.
        - Uno Bergström (1897-1981), bataljonsveterinär. Gift med Margit Anna Emma Sofia Husberg.
          - Nils-Olof Bergström (1924-)

      - Emma Bergström-Andelius (1862–1956), hemslöjdspionjär.
      - Edvard Bergström (1862–1937), ingenjör, bokhållare, bruksägare, författare och upptäcktsresande i Argentina.